# روبرت تايلور جونز
روبرت تايلور جونز (بالإنجليزية: Robert Taylor Jones)‏ وهو سياسي أمريكي ينتمي إلى (الحزب الديمقراطي) ولد روبرت تايلور جونز في 8 شباط / فبراير من سنة 1884 في ولاية تينيسي كان روبرت تايلور جونز حاكما على ولاية أريزونا الأمريكية ما بين الأعوام 1939 إلى عام 1941 الأمريكية توفي روبرت تايلور جونز في 11 حزيران / يونيو من سنة 1958 في مدينة فينكس في ولاية أريزونا.